# Rachael Sporn
Rachael Sporn, née le 26 mai 1968 à Murrayville, en Australie, est une joueuse australienne de basket-ball. Elle évolue au poste d'ailière.

## Palmarès
- Troisième des Jeux olympiques 1996
- Finaliste des Jeux olympiques 2000
- Finaliste des Jeux olympiques 2004
- Troisième du championnat du monde 1998
- Championne d'Australie  1990, 1994, 1995, 1996, 1998
- MVP de la Women's National Basketball League 1996, 1997
- Meilleure marqueuse et rebondeuse de l'histoire de la Women's National Basketball League